# Darnó
Darnó là một thị trấn thuộc hạt Szabolcs-Szatmár-Bereg, Hungary. Thị trấn này có diện tích 4,64 km², dân số năm 2010 là 165 người, mật độ 36 người/km².